# Ars Technica
Ars Technica (/ˌɑːrz ˈtɛknᵻkə/; um termo derivado do latim que o site traduz como a "arte da tecnologia", e às vezes conhecido como Ars) é um site que cobre notícias e opiniões em tecnologia, ciência, política e sociedade, criado por Ken Fisher e Jon Stokes em 1998. Publica notícias, resenhas e guias sobre questões como hardware e software de computador, ciência, política de tecnologia e jogos eletrônicos.
A Ars Technica era uma propriedade privada até maio de 2008, quando foi vendida para a Condé Nast Digital, a divisão online da Condé Nast Publications. A Condé Nast comprou o site, junto com outros dois, por 25 milhões de dólares; e o adicionou ao grupo Wired Digital da empresa, que também inclui a Wired e, anteriormente, o Reddit. A equipe trabalha principalmente em casa e possui escritórios em Boston, Chicago, Londres, Nova Iorque e São Francisco.
As operações da Ars Technica são financiadas principalmente por publicidade; e oferecem um serviço de assinatura paga desde 2001.

## História
Ken Fisher, que atua como atual editor-chefe do site; e Jon Stokes, criaram a Ars Technica em 1998. O objetivo era publicar artigos e guias de notícias relacionados a hardware e software; em suas palavras, "a melhor cobertura de tecnologia multi-OS, hardware de PC e tecnologia possível enquanto ... se divertindo, sendo produtivo e sendo o mais informativo e o mais preciso possível". Ars technica é uma frase latina que se traduz em "Arte da Tecnologia". O site publica notícias, resenhas, guias e outros conteúdos de interesse dos entusiastas de informática. Os escritores da Ars Technica estavam distribuídas geograficamente pelos Estados Unidos na época; Fisher morava na casa de seus pais em Boston, Stokes em Chicago e os outros escritores em suas respectivas cidades.
Em 19 de maio de 2008, a Ars Technica foi vendida para a Condé Nast Digital, a divisão on-line da Condé Nast Publications. A venda foi parte de uma compra pela Condé Nast Digital de três sites não afiliados custando 25 milhões de dólares no total: A Ars Technica, Webmonkey e HotWired. A Ars Technica foi adicionada ao grupo Wired Digital da empresa, que incluía a Wired e o Reddit. Em entrevista ao The New York Times, Fisher disse que outras empresas se ofereceram para comprar a Ars Technica; e os redatores do site concordaram com um acordo com a Condé Nast porque sentiram que isso lhes oferecia a melhor chance de transformar seu "hobby" em um negócio. Fisher, Stokes e os outros oito escritores da época foram contratados pela Condé Nast. As demissões na Condé Nast em novembro de 2008 afetaram os sites de propriedade da empresa "em geral", incluindo a Ars Technica.
Em 5 de maio de 2015, a Ars Technica lançou seu site no Reino Unido para expandir sua cobertura de questões relacionadas ao Reino Unido e à Europa. O site do Reino Unido começou com cerca de 500 mil leitores; e alcançou cerca de 1,4 milhão de leitores por ano após seu lançamento. Em setembro de 2017, a Condé Nast anunciou que estava reduzindo significativamente seu braço britânico da Ars Technica e demitiu todos, exceto um membro de sua equipe editorial permanente.